# Xylodromus affinis
Xylodromus affinis — вид жуків-стафілінідів з підродини Omaliinae.
Довжина дорослих жуків 3,0-3,2 мм. Голова велика, по ширині майже дорівнює передньоспинці. Вусики тонкі, в основному чорно-бурі. Понтійської-кавказький вид (Астраханська область). Нідіколи: живуть у норах гризунів (хом'яків, ховрахів, мишей).